# Мельников Микита Максимович
Микита Максимович Мельников (нар. 2003, Київ) — український гімнаст. Чемпіон Європи серед юніорів у командній першості та срібний призер чемпіонату Європи серед юніорів на паралельних брусах. Майстер спорту міжнародного класу.

## Спортивна кар'єра
Навчается в Національному університеті фізичного виховання і спорту України Тренер — Курабцев Д. А. 2020
У грудні під час пандемії коронавірусу на чемпіонаті Європи серед юніорів разом з Іллею Ковтуном, Володимиром Костюком, Іваном Севруком та Радомиром Стельмахом вперше в історії збірної України здобули перемогу в командній першості. У фіналі вправи на паралельних брусах виборов срібло.

## Результати на турнірах
| Рік                | Змагання                                | КБ | ІБ | Вільні вправи | Кінь | Кільця | Опорний стрибок | Паралельні бруси | Перекладина |
| ------------------ | --------------------------------------- | -- | -- | ------------- | ---- | ------ | --------------- | ---------------- | ----------- |
| Юніорські змагання |                                         |    |    |               |      |        |                 |                  |             |
| 2020               | Міжнародний юніорський турнір, Баку     | 1  |    |               | 3    |        |                 |                  |             |
| 2020               | Чемпіонат Європи                        | 1  |    |               |      |        |                 | 2                |             |
| Дорослі змагання   |                                         |    |    |               |      |        |                 |                  |             |
| 2021               | Чемпіонат України, м. Кропивницький     | 3  |    |               | 8    |        |                 |                  |             |
| 2021               | UKRAINE INTERNATIONAL CUP               | 4  |    |               |      |        |                 |                  |             |
| 2021               | Гран-прі Угорщини                       |    |    |               | 6    |        |                 | 3                |             |
| 2021               | Чемпіонат України серед ДЮСШ та СДЮШОР  | 2  | 3  |               | 1    |        |                 |                  |             |
| 2022               | Maccabiah Games and Israel Championship | 3  |    | 3             |      |        |                 |                  |             |
| 2022               | Чемпіонат Європи                        | 9  |    | 98            | 54   |        |                 | 47               | 108         |
| 2022               | Кубок виклику в Сомбатхеї               |    |    | 26            | 17   |        |                 | 12               |             |
| 2022               | Чемпіонат світу                         | 21 |    | 128           | 90   |        |                 | 45               | 134         |
| 2023               | Чемпіонат України, м. Кропивницький     | 1  | 1  | 1             |      |        |                 | 1                |             |
| 2023               | Чемпіонат Європи                        | 9  |    | 119           | 26   |        |                 | 105              | 103         |
| 2023               | Універсіада                             | 11 | 46 | 41            | 44   | 65     |                 | 65               | 70          |
| 2023               | Кубок виклику в Сомбатхей               |    |    |               | 15   |        |                 |                  | 18          |
| 2024               | Кубок України, м.Кропивницький          |    | 3  |               |      |        |                 |                  |             |
| 2024               | Чемпіонат України                       |    | 3  | 8             |      |        |                 | 1                |             |